# Estació Barcelona-Sants
Estació de Barcelona-Sants är Barcelonas huvudstation för all järnvägstrafik till och från staden, stationen är belägen i stadsdelen Sants omkring 3 kilometer från Barcelonas centrum. Barcelona-Sants är en stor järnvägsknut som sammanbinder pendeltåg, regionaltåg samt fjärrtåg, två av stadens tunnelbanelinjer är anslutna till stationen, linje 3 samt linje 5, bredvid Barcelona-Sants ligger en bussterminal varifrån ett flertal fjärrlinjer utgår. Sants invigdes den 30 oktober 1979. Den är den Spaniens näst mest trafikerade järnvägsstation efter Atocha i Madrid. 2008 anslöts stationen till det spanska höghastighetsjärnvägsnätet och AVE.

## Historia
Barcelona-Sants är stadens i ordningen tredje huvudstation för järnvägstrafik efter Barcelona Nord (1861-1929) och Barcelona França (1929-1979), den kommer i framtiden att kompletteras med Barcelona-Sagrera byggs i samband med att höghastighetsjärnvägen till Frankrike färdigställts. Barcelona-Sants tillkom som en del i en större övergripande järnvägsplan för Barcelona, utöver själva stationen tillkom även en ny järnvägstunnel under staden mellan den nya järnvägsstationen och Plaça Catalunya, en anslutning till flygplatsen samt att Barcelona Nord stängdes för gott. De var från början även meningen att Barcelona França skulle stängas och rivas för att ersättas av en ny station i norra Barcelona men Spanien drabbades av en ekonomisk kris under 1970-talet och planerna gavs upp. 
Byggandet av Barcelona-Sants järnvägsstation inleddes 1969 och pågick fram till 1981. Station uppfördes på en tidigare godsbangård och ersatte en mindre station belägen i anslutning till tunnelbanan 400 meter längre söder ut. Barcelona Sants tog 1979 över rollen som stadens huvudstation från Barcelona-França som dock fortsatte att användas men med mycket låga passagerarvolymer. I samband med att den nya höghastighetsjärnvägen Madrid-Barcelona tillkom genomfördes en mindre renovering Barcelona Sants. I framtiden är det tänkt att stationen ska byggas ut från dagens drygt 16.000 kvadratmeter till omkring det dubbla för att enklare kunna hantera större passagerarvolymer.

## Trafik
Barcelona-Sants är Spaniens andra station i fråga om antalet passagerare efter Atocha stationen i Madrid. Öppnandet av höghastighetsjärnvägen mellan Madrid och Barcelona följdes av en kraftig ökning av antalet resenärer till destinationer utmed den nya järnvägen men även till destinationer utmed den anslutande höghastighetslinjen mellan Madrid och Sevilla samt Málaga. I april 2013 påbörjas den första internationella höghastighetsjärnvägstrafiken från Sants när spanska Renfe och franska SNCF startar ett flertal dagliga avgångar mellan Barcelona och Paris.

## Utformning
Stationen har två våningar. På den över våningen som ligger i markplan finns vänthallen medan den undre våningen hyser spårområdet och perronger, totalt finns det 14 spår varav 8 med iberisk spårvidd samt 6 med normalspår. Byggnaden är nästan kvadratisk 150x140 meter och har ingång från två sidor. Utformningen liknar en flygplatsterminal, med stora öppna ytor för att underlätta hanteringen av passagerarflöden.

## Linjer

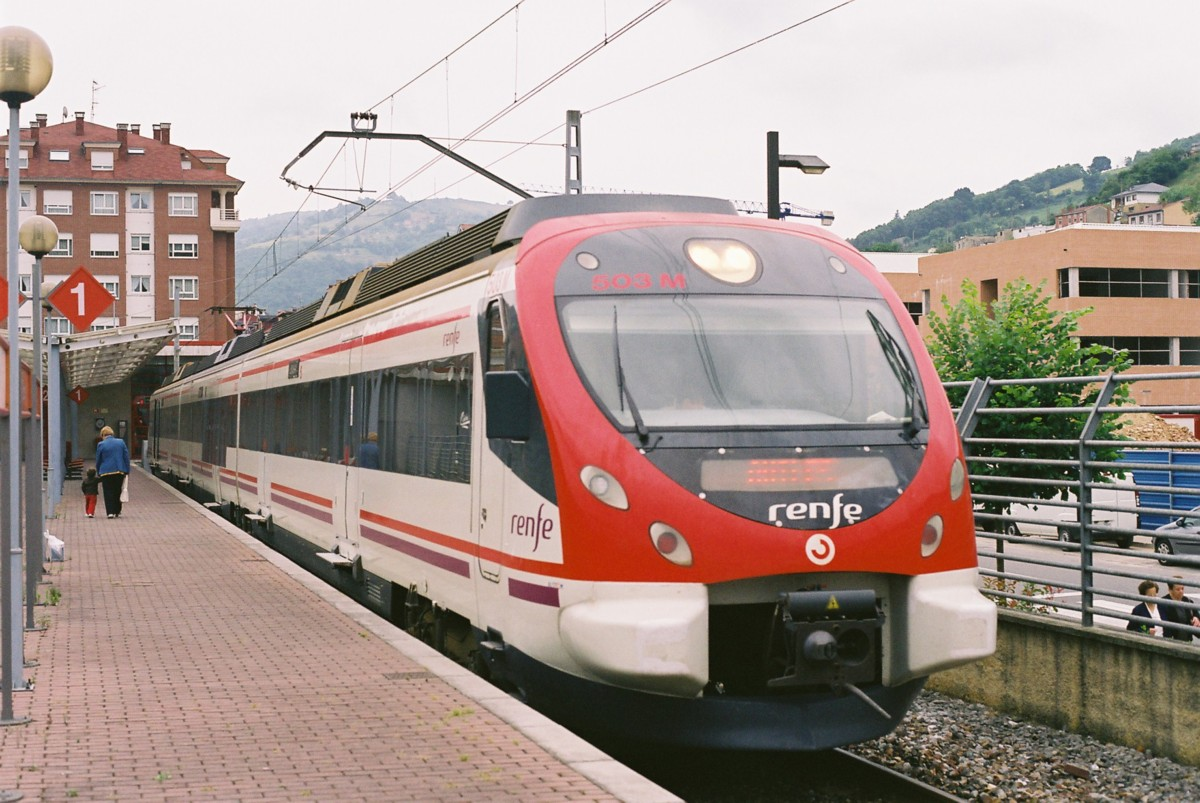
Pendeltåg

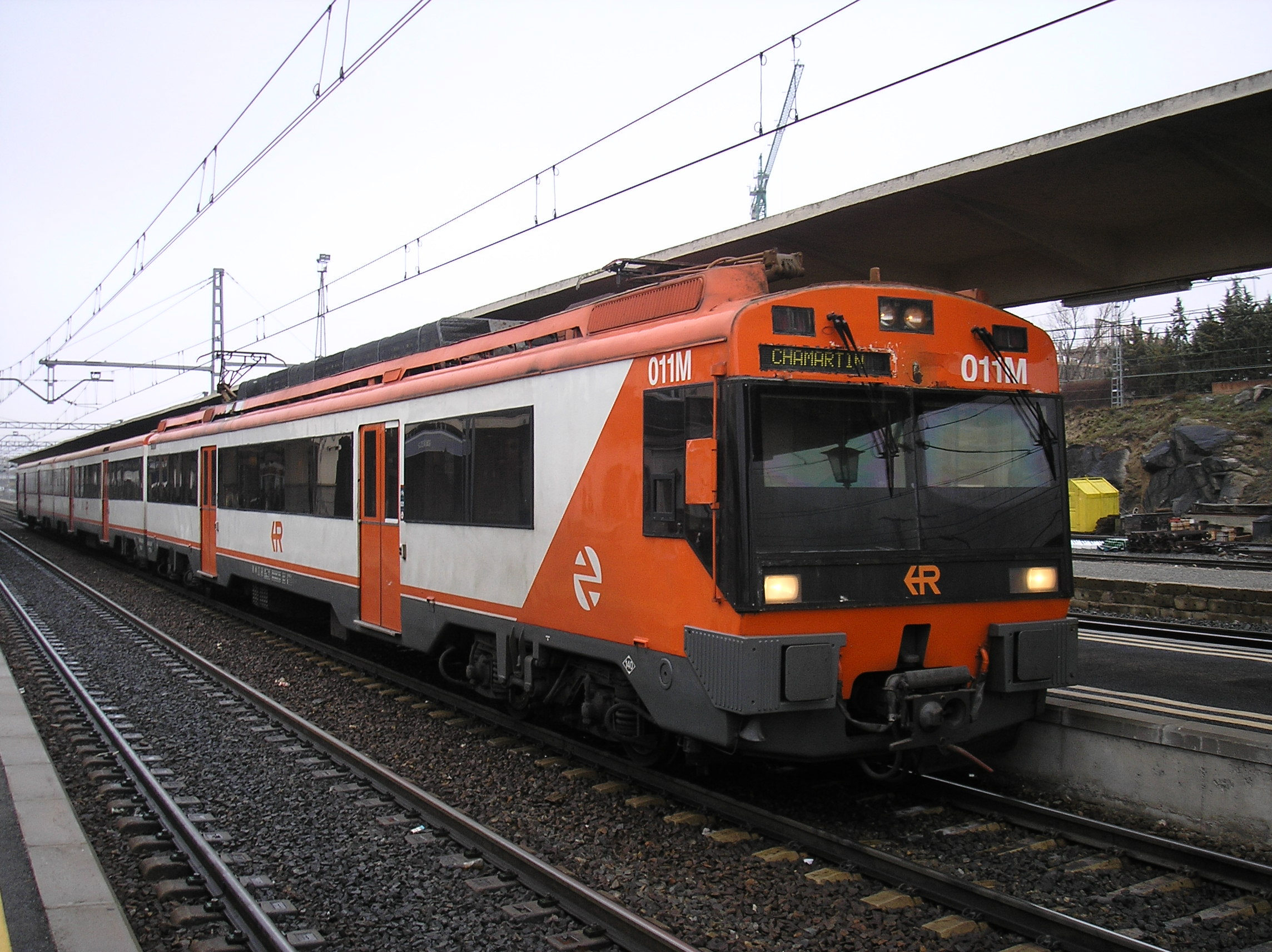
Regionaltåg

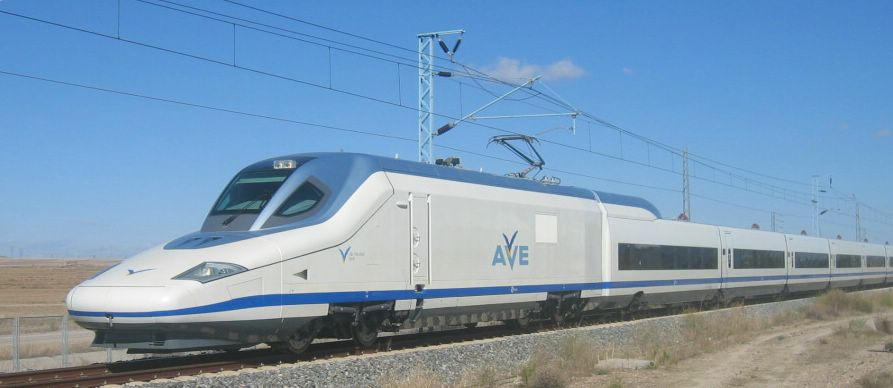
AVE

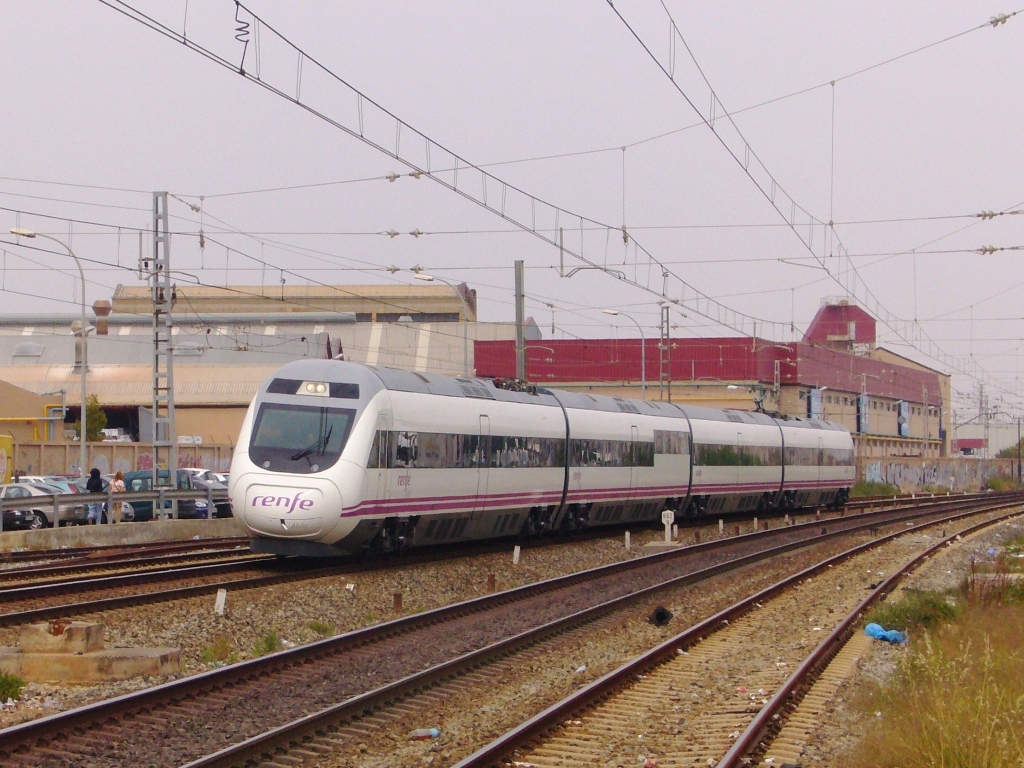
Alvia

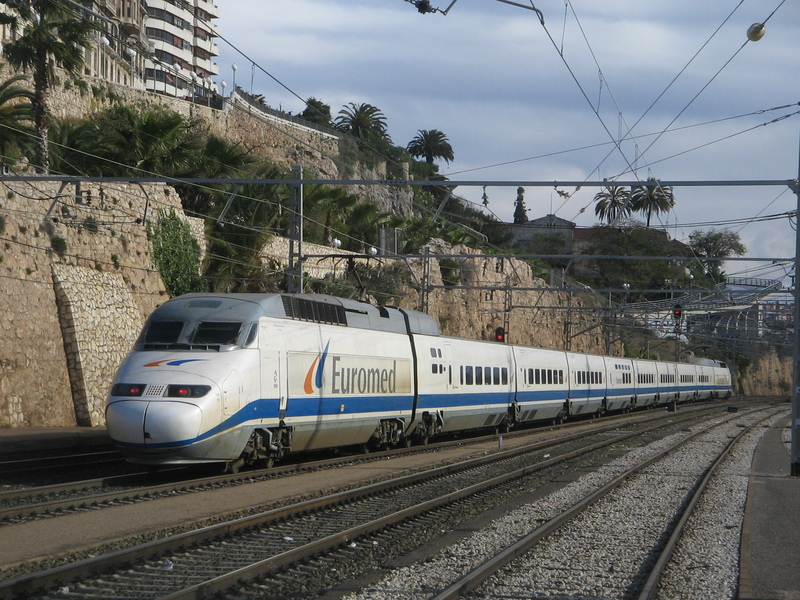
Euromed

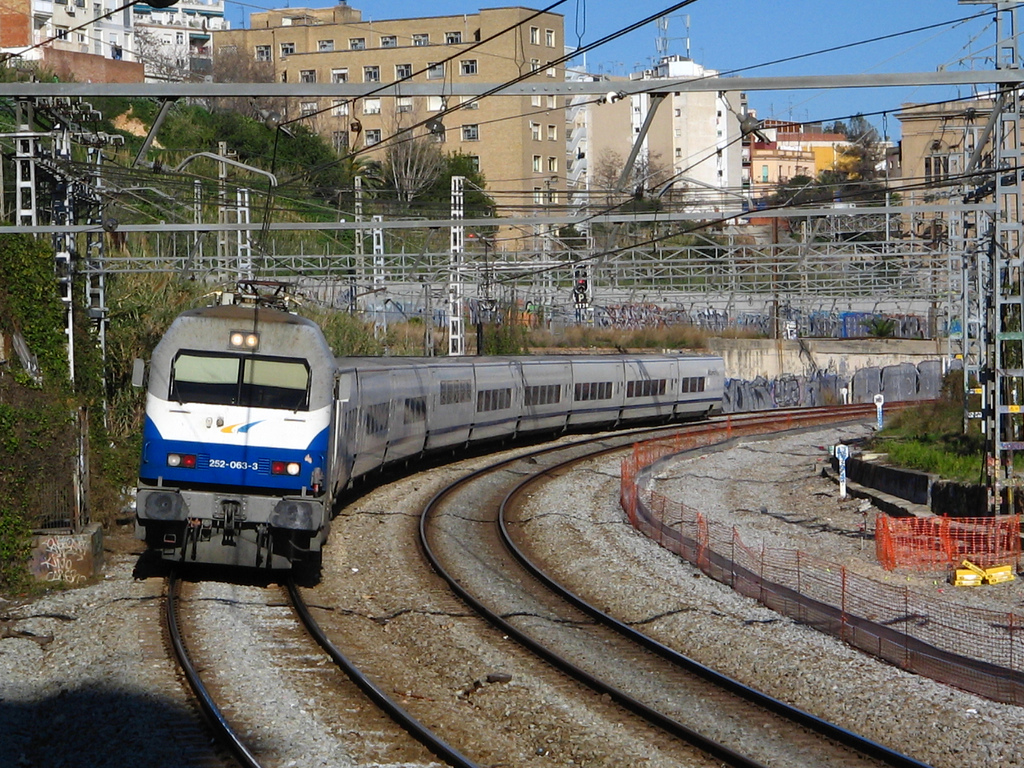
Talgo

### Pendeltåg
Huvudartikel: Barcelonas pendeltåg
|     | Rodalies Barcelona                                                                                     | Spår         |
| R1  | L'Hospitalet de Llobregat- Barcelona-Sants - Mataró - Blanes - Maçanet-Massanes                        | 7 & 8        |
| R2  | Sant Vicenç de Calders - Vilanova i la Geltrú - Barcelona-Sants - Granollers-Centre - Maçanet-Massanes | 9,10,13 & 14 |
| R3  | L'Hospitalet de Llobregat - Barcelona-Sants - Granollers-Canovelles - Vic                              | 7 & 8        |
| R4  | Sant Vicenç de Calders - Vilafranca del Penedès - Barcelona-Sants - Cerdanyola del Vallés - Terrassa   | 7 & 8        |
| R7  | L'Hospitalet de Llobregat - Barcelona-Sants - Cerdanyola-Universitat - Martorell                       | 7 & 8        |
| R10 | Estació de França - Passeig de Gràcia - Barcelona-Sants - Aeroport                                     | 9,10,13 & 14 |

### Regionaltåg
|      | Regionaltåg |
| CA1  | Barcelona-Estació de França/Barcelona Sant Andreu Comtal - Tarragona - Tortosa / Valencia                                    |
| CA2  | Barcelona Sants - Granollers-Centre - Girona - Figueres - Portbou - Cervera de la Marenda                                    |
| CA3  | Barcelona-Estació de França/Barcelona Sant Andreu Comtal - Tarragona - Reus - Móra la Nova - Flix - Riba-Roja d'Ebre - Caspe |
| CA4a | Barcelona-Estació de França/Barcelona Sant Andreu Comtal - Tarragona / Valls - La Plana-Picamoixons - Lleida-Pirineus        |
| CA4b | L'Hospitalet de Llobregat - Manresa - Cervera de Segarra - Lleida-Pirineus                                                   |
| CA5  | L'Hospitalet de Llobregat - Vic - Ribes de Fresser - La Molina - Puigcerdà - La Tour de Carol                                |

### Fjärrtåg
- AVE
  - Madrid via Zaragoza
  - Málaga via Zaragoza, Córdoba
  - Sevilla via Zaragoza, Córdoba
- Alvia
  - Bilbao via Zaragoza
  - Irún via Zaragoza
  - Vigo via Zaragoza, León
- Euromed
  - Alicante via Valencia
- Alaris
  - Alicante via Valencia
- Arco
  - Badajoz via Valencia, Albacete, Ciudad Real
  - Sevilla via Valencia, Albacete, Córdoba
  - Málaga via Valencia, Albacete, Córdoba
  - Almería via Valencia, Albacete, Granada
- Talgo
  - Bilbao via Zaragoza
  - Hendaia via Zaragoza, San Sebastián
  - Salamanca via Zaragoza, Valladolid
  - Montpellier via Portbou
  - Cartagena via Valencia, Alicante, Murcia
  - Lorca via Valencia, Alicante, Murcia
  - Murcia via Valencia, Alicante
- Nattåg
  - Cádiz via Zaragoza, Córdoba, Sevilla
  - Málaga via Zaragoza, Córdoba
  - Granada via Valencia, Albacete
  - La Coruña via Zaragoza, León
  - Vigo via Zaragoza, León
  - Madrid via Zaragoza
  - Salamanca via Zaragoza, Valladolid
  - Gijón via Zaragoza, León
  - Paris via Limoges, Les Aubrais
  - Zurich via Genève, Lausanne, Bern
  - Milano via Turin